# Internationale Cricket-Saison 1880
Die internationale Cricket-Saison 1880 fand zwischen Mai 1880 und September 1880 statt. Als Sommersaison wurden vorwiegend Heimspiele der Mannschaften aus Europa ausgetragen.

## Überblick

### Internationale Touren
| Beginn            | Heimteam | Auswärtsteam | Resultate | Artikel |
| Beginn            | Heimteam | Auswärtsteam | Test      | Artikel |
| ----------------- | -------- | ------------ | --------- | ------- |
| 6. September 1880 | England  | Australien   | 1–0 [1]   | Artikel |